# Cerura laqueata
Cerura laqueata är en fjärilsart som beskrevs av William Schaus 1911. Cerura laqueata ingår i släktet Cerura och familjen tandspinnare. Inga underarter finns listade i Catalogue of Life.